# Pompiliu Ciobanu
Pompiliu Ciobanu (n. 15 iunie 1878, Roșia Montană, comitatul Alba de Jos, Regatul Ungariei – d. 1962, Timișoara) a fost un deputat în Marea Adunare Națională de la Alba Iulia, organismul legislativ reprezentativ al „tuturor românilor din Transilvania, Banat și Țara Ungurească”, cel care a adoptat hotărârea privind Unirea Transilvaniei cu România, la 1 decembrie 1918.

## Biografie
A urmat studiile secundare în Sibiu, Universitatea și Academia Superioară de Comerț și Industrie în Budapesta.
A fost ales în primul Parlament al României-Întregite, cu programul Partidului Național Român din Ardeal și Banat, ca deputat. În calitate de parlamentar a prezidat comisia aleasă de Parlament pentru codificarea Reformei Agrare din Ardeal și Banat, Vechiul Regat și Basarabia și ca delegat al blocului parlamentar Național-Țărănist, a elaborat proiectul de codificare al regimului de apă. 
În anul 1942 a fost numit atașat comercial la Budapesta, unde a întocmit proiectul de înființare și funcționare a Camerei de Comerț Româno-Maghiare și Maghiaro-Române.
A scris și a tipărit cărți, precum: ,,Creditul Nostru, ,,Probleme Economice (1922), Producția aurului și reforma monetară (1928) și ,,Unirea Banatului și încorporarea Timișoarei la România Mare (1934).
A fost delegat din partea Cercului Becicherecu-Mic, la Marea Adunare Națională de la Alba – Iulia din 1 decembrie 1918 la care s-a decretat unirea Transilvaniei cu România.
A fost avocat în baroul din Timișoara.